# Zygocera maculata
Zygocera maculata là một loài bọ cánh cứng trong họ Cerambycidae.